# Imōto Sae Ireba Ii.
Imōto Sae Ireba Ii. (妹さえいればいい。 lit. Una hermana menor es todo lo que necesitas?) es una serie de novelas ligeras escritas por Yomi Hirasaka e ilustradas por Kantoku. Shogakukan ha publicado 8 volúmenes desde marzo de 2015 bajo su imprenta Gagaga Bunko, hasta la finalización de la Novela ligera en el 18 de febrero de 2020. Dos adaptaciones a manga han sido publicadas por Shogakukan y Square Enix. Una adaptación a anime de Silver Link se emitió del 8 de octubre al 24 de diciembre de 2017.

## Argumento
La historia gira en torno a la vida cotidiana de Itsuki, un novelista que trabaja día a día para crear la hermana menor definitiva. Está rodeado por varios personajes: una hermosa escritora que lo ama, su compañera de universidad que es como su hermana, un compañero escritor, una sádica cobradora de impuestos y su editor. Todos están atendidos por el joven hermanastro de Itsuki, Chihiro, que tiene un gran secreto.

## Personajes
Itsuki Hashima (羽島 伊月 Hashima Itsuki)
Seiyū: Yūsuke Kobayashi
Chihiro Hashima (羽島 千尋 Hashima Chihiro)
Seiyū: Nozomi Yamamoto
Nayuta Kani (可児 那由多 Kani Nayuta)
Seiyū: Hisako Kanemoto
Miyako Shirakawa (白川 京 Shirakawa Miyako)
Seiyū: Ai Kakuma
Haruto Fuwa (不破 春斗 Fuwa Haruto)
Seiyū: Satoshi Hino
Setsuna Ena (恵那 刹那 Ena Setsuna)
Seiyū: Tsubasa Yonaga
Ashley Ōno (大野 アシュリー Ouno Ashurii)
Seiyū: Manami Numakura
Kenjirō Toki (土岐 健次郎 Toki Kenjirou)
Seiyū: Kōsuke Toriumi
Kaiko Mikuniyama (三国山 蚕 Mikuniyama Kaiko)
Seiyū: Akane Fujita

## Media

### Novela ligera
La serie es escrita por Yomi Hirasaka e ilustrada por Kantoku. Shogakukan publicó el primer volumen el 18 de marzo de 2015 bajo su imprenta Gagaga Bunko. La ediciones limitadas de los volúmenes 4 y 7 incluyen un CD Drama.

#### Lista de volúmenes
| Núm. | Fecha de publicación     | ISBN                                                             |
| ---- | ------------------------ | ---------------------------------------------------------------- |
| 1    | 18 de marzo de 2015      | ISBN 978-4-09-451507-7                                           |
| 2    | 17 de julio de 2015      | ISBN 978-4-09-451560-2                                           |
| 3    | 18 de noviembre de 2015  | ISBN 978-4-09-451580-0                                           |
| 4    | 18 de marzo de 2016      | ISBN 978-4-09-451598-5 ISBN 978-4-09-451597-8 (edición especial) |
| 5    | 20 de julio de 2016      | ISBN 978-4-09-451618-0                                           |
| 6    | 20 de diciembre de 2016  | ISBN 978-4-09-451646-3                                           |
| 7    | 18 de mayo de 2017       | ISBN 978-4-09-451677-7 ISBN 978-4-09-451676-0 (edición especial) |
| 8    | 20 de septiembre de 2017 | ISBN 978-4-09-451697-5                                           |
| 9    | 18 de febrero de 2018    | ISBN 978-4-09-451719-4                                           |

### Manga
Una adaptación a manga ilustrada por Idu, titulada "Imōto Sae Ireba Ii. @comic", comenzó su publicación en la edición de enero de 2016 de la revista Monthly Sunday Gene-X de Shogakukan. Un manga spin-off ilustrado por Kobashiko, titulada "Imōto Sae Ireba Ii. Gaiden: Imōto ni Sae Nareba Ii!" (妹さえいればいい。外伝 妹にさえなればいい!), comenzó su serialización en la edición de noviembre de 2016 de la revista Gangan Joker de Square Enix.

### Anime
Una adaptación a anime, dirigida por Shin Ōnuma y producida por Silver Link, se emitió entre el 8 de octubre y el 24 de diciembre de 2017. El autor Yomi Hirasaka escribe el guion, Sumie Kinoshita diseña los personajes, y Tomoki Kikuya compone la música. El opening es "Ashita no Kimi Sae Ireba Ii." (明日の君さえいればいい。, lit. "Todo lo que necesito es que estés aquí mañana") interpretado por ChouCho, mientras el ending es "Donna Hoshizora yori mo, Donna Omoide yori mo" (どんな星空よりも、どんな思い出よりも) interpretado por Aira Yūki.
Un anime corto titulado "○○ Sae Ireba Ii." (○○さえいればいい。) fue transmitida a través del Twitter oficial del anime después de la emisión de cada episodio. Cada episodio tiene una duración de 2 minutos con personajes SD. Kenshiro Morii es el director.